# Petit Pow ! Pow ! Noël
Pour plus de détails, voir Fiche technique et Distribution.
Petit Pow ! Pow ! Noël  est un film de Noël québécois de Robert Morin sorti en 2005.

## Synopsis
Un homme visite son père handicapé et décide de venger les crimes que celui-ci a commis envers sa famille.

## Fiche technique
- Titre : Petit Pow ! Pow ! Noël
- Réalisation : Robert Morin
- Scénario : Robert Morin
- Photographie : Robert Morin
- Montage : Martin Crépeau et Robert Morin
- Production : Robert Morin
- Société de production : Coop Vidéo de Montréal
- Pays :  Canada
- Genre : Drame
- Durée : 91 minutes
- Dates de sortie : 
  -  Canada : 2 octobre 2005

## Distribution
- André Morin
- Robert Morin